# Microstep Spain
Microstep Spain es una empresa española especializada en la fabricación y distribución de maquinaria de vanguardia y tecnología para diversas aplicaciones de corte industrial. La empresa tiene una oficina central en Barcelona y servicio técnico y comercial en Sevilla, la región norte y Madrid.

## Historia
Desde su creación en 1991, el grupo MicroStep, se ha dedicado al diseño y fabricación de máquinas de corte CNC equipadas con tecnologías de plasma, láser, chorro de agua y oxicorte, así como máquinas de micro percusión y de taladrado. Con los años, la empresa se ha convertido en uno de los principales proveedores de equipos de corte para la industria y ha suministrado más de 2500 máquinas en todo el mundo.
Más del 50 % de los productos de la empresa son máquinas complejas que requieren el desarrollo continuo y la búsqueda de nuevas soluciones técnicas e innovadoras.

## Modelo de negocio
El grupo MicroStep es el fabricante y distribuidor líder en el sector del corte, desarrolla y produce para sus clientes sistemas de plasma, oxicorte, láser y corte por chorro de agua – desde pequeños equipos CNC para las escuelas y talleres hasta líneas completas de producción y centros de aceros, astilleros, industria automotriz y espacial.